# Selección de fútbol de Madeira
La Selección de fútbol de Madeira es el equipo que representa a la Región Autónoma de Madeira. Por no ser afiliada a la FIFA ni a la UEFA, se encuentra impedida de disputar partidos oficiales con otras selecciones afiliadas a la primera.
Manda sus pocos partidos que disputa en el Estadio dos Barreiros, perteneciente al Marítimo, principal equipo de la Isla de Madeira, al lado del Nacional.
El equipo también participa en competiciones en las categorías menores, como por ejemplo el XIII Torneo Internacional de Madeira de fútbol sub-21.

## Partidos
| Fecha                   | Local     | Marcador | Visita    |
| ----------------------- | --------- | -------- | --------- |
| 23 de noviembre de 1953 | Madeira   | 3 – 4    | Sudáfrica |
| 23 de mayo de 1998      | Azores    | 2 – 1    | Madeira   |
| 7 de noviembre de 2008  | Gibraltar | 0 – 2    | Madeira   |
| 9 de noviembre de 2008  | Jersey    | 0 – 2    | Madeira   |

| PJ | PG | PE | PP | GF | GC |
| -- | -- | -- | -- | -- | -- |
| 4  | 2  | 0  | 2  | 8  | 6  |